# العلاقات الصينية السويسرية
العلاقات الصينية السويسرية هي العلاقات الثنائية التي تجمع بين الصين وسويسرا.

## مقارنة بين البلدين
هذه مقارنة عامة ومرجعية للدولتين:
| وجه المقارنة                                              | الصين                    | سويسرا                                                                                      |
| --------------------------------------------------------- | ------------------------ | ------------------------------------------------------------------------------------------- |
| المساحة (كم2)                                             | 9.60 مليون               | 41.28 ألف                                                                                   |
| عدد السكان (نسمة)                                         | 1.33 مليار               | 8.21 مليون                                                                                  |
| الكثافة السكانية (ن./كم²)                                 | 138.54                   | 198.89                                                                                      |
| العاصمة                                                   | بكين                     | برن                                                                                         |
| اللغة الرسمية                                             | اللغة الصينية القياسية   | اللغة الألمانية، اللغة الإيطالية، لغة فرنسية، اللغة الرومانشية، الألمانية السويسرية الموحدة |
| العملة                                                    | رنمينبي                  | فرنك سويسري                                                                                 |
| الناتج المحلي الإجمالي (بليون دولار)                      | 12.24 تريليون            | 678.89 مليار                                                                                |
| الناتج المحلي الإجمالي (تعادل القوة الشرائية) بليون دولار | 19.82 تريليون            | 518.07 مليار                                                                                |
| الناتج المحلي الإجمالي الاسمي للفرد دولار أمريكي          | 8.03 ألف                 | 80.94 ألف                                                                                   |
| الناتج المحلي الإجمالي للفرد دولار أمريكي                 | 13.21 ألف                | 59.54 ألف                                                                                   |
| مؤشر التنمية البشرية                                      | 0.728                    | 0.930                                                                                       |
| رمز المكالمات الدولي                                      | +86                      | +41                                                                                         |
| رمز الإنترنت                                              | .cn، .中国 ‏، .中國 ‏      | .ch، .swiss ‏                                                                                |
| المنطقة الزمنية                                           | توقيت الصين، ت ع م+08:00 | توقيت وسط أوروبا، ت ع م+01:00، ت ع م+02:00، أوروبا/زيورخ ‏                                   |

## مدن متوأمة
في ما يلي قائمة باتفاقيات التوأمة بين مدن صينية وسويسرية:
- ترتبط هوانغشان مع إنترلاكن باتفاقية توأمة.
- ترتبط تشانغشا مع فريبورغ باتفاقية توأمة منذ 30 أكتوبر 1982.
- ترتبط تشونغتشينغ مع كانتون زيورخ باتفاقية توأمة منذ 1982.
- ترتبط شانغهاي مع بازل باتفاقية توأمة منذ 1985.[16][16][16][16]
- ترتبط كونمينغ مع زيورخ باتفاقية توأمة منذ 1982.

## منظمات دولية مشتركة
يشترك البلدان في عضوية مجموعة من المنظمات الدولية، منها:
| علم المنظمة | اسم المنظمة                               | تاريخ انضمام الصين | تاريخ انضمام سويسرا |
| ----------- | ----------------------------------------- | ------------------ | ------------------- |
|             | مؤسسة التمويل الدولية                     | 15 يناير 1969      | 29 مايو 1992        |
|             | يونسكو                                    | 4 نوفمبر 1946      | 28 يناير 1949       |
|             | مجموعة الموردين النوويين                  | ?                  | ?                   |
|             | مؤسسة التنمية الدولية                     | 24 سبتمبر 1960     | 29 مايو 1992        |
|             | المركز الدولي لتسوية المنازعات الاستشارية | 6 فبراير 1993      | 14 يونيو 1968       |
|             | وكالة ضمان الاستثمار متعدد الأطراف        | 30 أبريل 1988      | 12 أبريل 1988       |
|             | منظمة حظر الأسلحة الكيميائية              | ?                  | ?                   |
|             | البنك الإفريقي للتنمية                    | ?                  | ?                   |
|             | الاتحاد الدولي للاتصالات                  | 1 سبتمبر 1920      | 1866                |
|             | الأمم المتحدة                             | 25 أكتوبر 1971     | 10 سبتمبر 2002      |
|             | منظمة الشرطة الجنائية الدولية             | ?                  | ?                   |
|             | البنك الدولي للإنشاء والتعمير             | 27 ديسمبر 1945     | 29 مايو 1992        |
|             | الاتحاد البريدي العالمي                   | ?                  | ?                   |
|             | منظمة التجارة العالمية                    | 11 ديسمبر 2001     | ?                   |
|             | الفريق المعني برصد الأرض                  | ?                  | ?                   |
|             | بنك التنمية الآسيوي                       | 1986               | 1967                |

## وصلات خارجية
- موقع وزارة الخارجية الصينية
- موقع وزارة الخارجية السويسرية